# JACK Audio Connection Kit
JACK Audio Connection Kit o simplemente JACK es un servidor de sonido o demonio que provee conexión de baja latencia entre aplicaciones tipo jackified, para audio y datos MIDI. Fue creado por Paul Davis y otros. El servidor está licenciado bajo GNU GPL, mientras que las bibliotecas están licenciadas bajo GNU LGPL.

## Aplicaciones

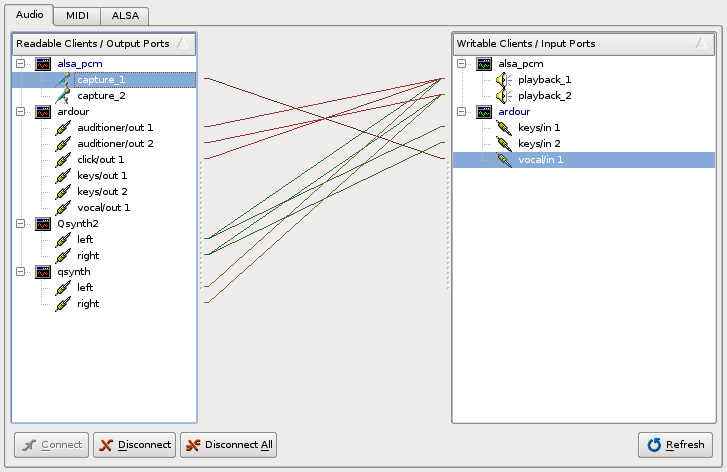
Pestaña de audio de QjackCtl.

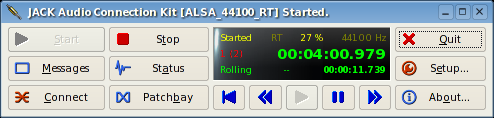
QjackCtl gestionando JACK.

Algunos programas que funcionan con JACK:
- Aqualung - un reproductor de música basado en GTK+
- QjackCtl - herramienta basada en Qt para controlar JACK
- Ardour - a free digital audio workstation program for Linux, macOS and Windows
- Baudline - a signal analysis tool
- SuperCollider - a real-time audio programming language
- ChucK - a real-time audio programming language
- CheeseTracker - an Impulse Tracker clone
- Rosegarden - a free digital audio workstation program for Linux
- Freqtweak - a digital EQ
- Hydrogen - una caja de ritmos avanzada
- Music on Console - un reproductor de audio escrito en ncurses
- Music Player Daemon
- MusE - a Qt-based MIDI/audio sequencer
- Pure data - a graphical programming language for multimedia
- XMMS - a free music player for X11
- XMMS2 - client/server based redesign of XMMS
- ZynAddSubFX - an opensource software synthesizer

Hoy en día, son muchas las aplicaciones con soporte para JACK; la mayoría de reproductores de video conocidos soportan JACK como salida de audio, y casi todas las aplicaciones de audio de juego para Linux soportan JACK.

## Bibliotecas
- Allegro - a game programming library
- bio2jack - a library that allows for simple porting of blocked I/O (bio) OSS/ALSA audio applications to JACK
- libjackasyn - a library that converts programs written for the OSS system into JACK-aware applications